# Regnenses
Els regnenses (llatí Regnenses o Regni) foren un poble celta de la costa sud de Britànnia esmentat per Claudi Ptolemeu entre els cantis (a l'est) i els belges (a l'oest) al moderns Surrey i Sussex. La seva capital fou Noviomagus.